# Сьюзен Габерніґґ
Сьюзен Габерніґґ (англ. Susan Habernigg, 1 січня 1964) — американська плавчиня.
Призерка Чемпіонату світу з водних видів спорту 1982 року.